# 二氯乙氧基氧钒
二氯乙氧基氧钒是一种无机化合物，化学式为VO(OC2H5)Cl2，它是黄色液体，可由三氯氧钒和乙醇反应制得。它可用于有机金属化合物的氧化反应，例如4-溴苯甲醚经正丁基锂的金属-卤素交换反应得到4-锂代苯甲醚，它和二氯乙氧基氧钒发生氧化偶合反应得到4,4'-二甲氧基联苯。它和4-甲氧基异氰酸苯酯反应，得到二氯乙氧基(4-甲氧基苯亚氨基)钒。